# Steatoda dickjonesi
Espèce
Steatoda dickjonesi est une espèce d'araignées aranéomorphes de la famille des Theridiidae.

## Distribution
Cette espèce est endémique des Pyrénées. Elle se rencontre en France en Ariège et dans les Pyrénées-Orientales et en Espagne en  Catalogne,.

## Description
Le mâle holotype mesure 4,20 mm, les mâles mesurent de 3,50 à 4,20 mm et les femelles de 3,50 à 5,50 mm.

## Systématique et taxinomie
Cette espèce a été décrite par Bosselaers et Van Keer en 2024.

## Étymologie
Cette espèce est nommée en l'honneur de Richard David Curtis Jones surnommé Dick Jones (1943-2017). 

## Publication originale
- Van Keer, Bosselaers & Oger, 2024 : « Description of four new Steatoda species (Araneae: Theridiidae) from the Mediterranean region with notes on some related species. » Journal of the Belgian Arachnological Society, vol. 39, no 2 supplement, p. 1-77.